# Tom Sawyers Abenteuer (1973)

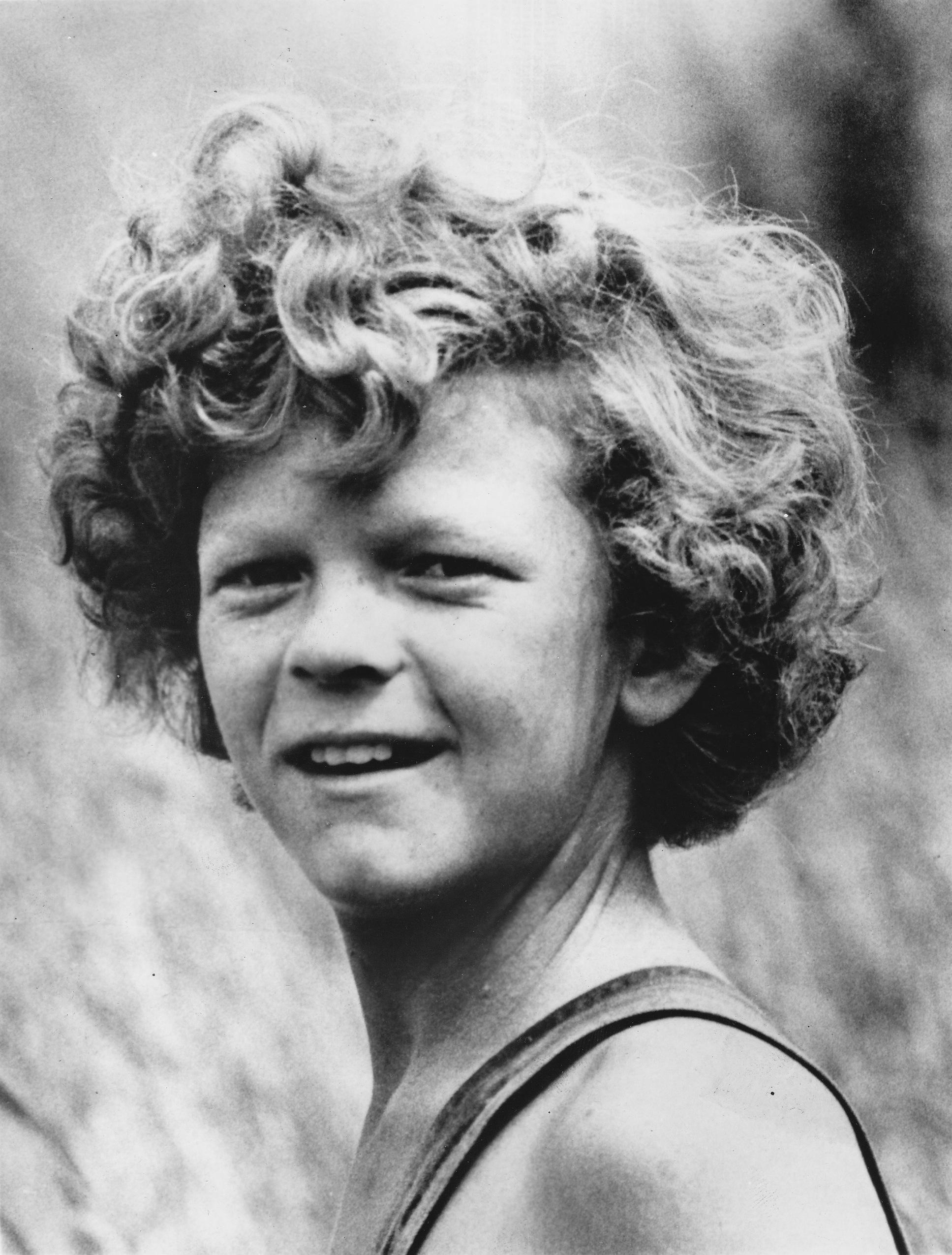
Johnny Whitacker als Tom Sawyer, 1973

Tom Sawyers Abenteuer  (OT: Tom Sawyer) ist eine US-amerikanische Filmmusical aus dem Jahre 1973 nach Mark Twains Roman Die Abenteuer des Tom Sawyer. Der Film wurde von Don Taylor inszeniert.

## Handlung
In einer kleinen Stadt am Mississippi lebt der Lausbube Tom Sawyer mit seiner Tante Polly. Er spielt mit seinem Freund, dem obdachlosen Huckleberry Finn, und schwänzt oft die Schule oder geht auf Abenteuerausflüge in den nah gelegenen Wald. Als eines Tages der Richter Thatcher in die Stadt kommt, verliebt sich Tom in dessen Tochter Becky. Während er eines Nachts mit Huckleberry auf Schatzsuche geht, beobachtet er einen  Mord, der von Indianer-Joe verübt wird. Es kommt zu einer Gerichtsverhandlung, bei der Muff Potter fälschlicherweise beschuldigt wird. Tom sagt als Zeuge aus, und Joe flieht aus dem Gerichtssaal.
Bei einem Schulausflug in eine nah gelegene Höhle verlaufen sich Tom und Becky und begegnen in der Höhle Indianer-Joe. Die beiden schaffen es, aus der Höhle zu entkommen, und der Richter Thatcher verriegelt den Ausgang. Als sie nach einigen Tagen die Höhle wieder öffnen, finden sie Indianer-Joe tot auf – er war verdurstet. Außerdem finden Huck und Tom auch den Schatz des Verbrechers, den sie daraufhin teilen, um ein Leben in Freiheit führen zu können.

## Musiktitel
Der Film ist als Musical ausgelegt und hat folgende Musiknummern:
1. River Song – Charley Pride, Chor & Orchester
2. Tom Sawyer – Tante Polly, Mary, Sidney
3. Gratifaction – Buben
4. How Come? – Tom Sawyer
5. If'n I Was God – Tom Sawyer
6. A Man's Gotta Be (What He's Born to Be)
7. Hannibal, Mo
8. Freebootin – Tom, Huckleberry
9. Aunt Polly's Soliloquy – Tante Polly

## Rezeption
„Die Geschichte wird mit hörenswerten Songs angereichert, während der Film etwas unter der wenig inspirierten Regie leidet. Insgesamt sympathische Unterhaltung.“

## Auszeichnungen
Der Film wurde drei Mal für den Oscar nominiert, darunter für das Szenenbild, das Kostümdesign und die Filmmusik. Ebenfalls wurde Tom Sawyers Abenteuer zweimal für den Golden Globe nominiert: Beste Filmmusik und Golden Globe Award/Bester Film – Komödie oder Musical.